# Mikrofonsignal
Als Mikrofonsignal bezeichnet man ein mit einem Mikrofon gewonnenes Audiosignal mit elektrischen Spannungen im Millivolt-Bereich. Mikrofone wandeln als Sensoren mit Hilfe der Membran die Luftbewegung durch Schallwellen in eine elektrische Signalspannung. Die elektrische Signalspannung wird in Verbindung mit der Tontechnik auch als Modulationsspannung bezeichnet, hat aber nichts mit dem technischen Modulationsvorgang zu tun.

Frequenzgänge zweier Druckgradientenmikrofone

Durch den geringen Pegel entsteht eine hohe Anfälligkeit gegenüber elektromagnetischen Störungen. Deshalb werden Mikrofonsignale oft symmetrisch übertragen, um die Störanfälligkeit herabzusetzen. Zur Verarbeitung oder Aufzeichnung muss das Mikrofonsignal mit einem Mikrofonvorverstärker spannungsverstärkt werden.
Die Qualität eines Mikrofonsignals wird abhängig von Störeinflüssen wie Rauschen, Frequenzgang, Klirrfaktor und elektromagnetischen Einstreuungen bewertet.

## Empfindlichkeit
Mikrofone wandeln Schalldruck in Wechselspannung um. Man misst den Feldbetriebsübertragungsfaktor in Millivolt pro Pascal (mV/Pa), der etwa proportional mit der Membrangröße ansteigt. So haben zum Beispiel kleine 1/4-Zoll-Kapseln 5 bis 10 mV/Pa, 1/2-Zoll-Kapseln bis 30 bis 50 mV/Pa, 1 Zoll-Kapseln kommen bis auf 100 mV/Pa.
Eine Kapsel mit 50 mV/Pa gibt an der Schmerzschwelle von 120 dB genau 1 Volt ab (das sind sechs Zehnerpotenzen mehr). Ab 140 dB (10 Volt effektiv ~ 28 Volt Spitze-Spitze) wird die Messung von Schalldrücken problematisch. Hier benötigt man Mikrofonvorverstärker mit großem Signalhub.

## Rauschen

Schaltung Elektretkapsel mit JFET als Impedanzwandler

Je kleiner eine Kapsel ist, desto stärker ist sie aufgrund des geringeren Übertragungsfaktors für Rauschen anfällig. Ursache des Rauschens ist dabei aber nicht die Mikrofonmembran, sondern der Innenwiderstand der Kapsel. Dieses ist zum Beispiel bei dynamischen Mikrofonen der Widerstand der Tauchspule, beim Elektretmikrofon der Lastwiderstand. Je höher der Innenwiderstand ist, desto mehr rauscht das Mikrofon, umso höher ist in der Regel jedoch auch die Ausgangsspannung. Verglichen mit Tauchspulmikrofonen besitzen Elektretkapseln einen mindestens zehn Mal höheren Abschlusswiderstand und damit mindestens √10-mal (√10 ≈ 3) höheres Rauschen – sie liefern jedoch auch wesentlich höhere Signalspannungen.
Um auf das Niveau guter Mikrofonverstärker mit einem Eingangsrauschen kleiner 1,8 nV/√Hz zu kommen, muss der Innenwiderstand des (Tauchspul-)Mikrofons bereits 200 Ω unterschreiten.
Eine Elektretkapsel mit einem durch den Sperrschicht-Feldeffekttransistor (JFET) bedingten Widerstand größer 5 kΩ generiert etwa 9 nV/√Hz, jedoch eine Signalspannung, die bereits so hoch ist, dass sie nur wenig verstärkt zu werden braucht – ein besonders rauscharmer Mikrofonverstärker ist daher für diese Mikrofone nicht erforderlich.

## Impedanz
Während dynamische Mikrofone im Heimbereich meistens Impedanzen um 600 Ohm besitzen, haben Elektretfolien als Kapsel extrem hohe Impedanzen; daher ist in Elektretkapseln generell ein Feldeffekttransistor (FET) als Impedanzwandler integriert. Der FET wird an Lastwiderständen im Bereich zwischen 1 und 5 kOhm betrieben und benötigt eine elektrische Spannung. Je hochohmiger der Ausgang des Mikrofons ist, desto stärker macht sich die Kabelkapazität der Anschlussleitung bemerkbar: hohe Frequenzen werden durch lange Kabel gedämpft.

## Frequenzgang
Der Frequenzgang eines Mikrofons resultiert aus seiner akustischen Bauform, der Mikrofonabstimmung und dem Wandlerprinzip.
Je kleiner und je leichter die Membran (und gegebenenfalls die Tauchspule) ist, desto weniger Eigenresonanzen besitzt sie im hörbaren Frequenzband (20 Hz bis 20 kHz). Je weniger sie selbst in Resonanz gerät, desto unverzerrter gibt sie den Klang wieder. So ist es beispielsweise bei Elektretkapseln bis 1/2" möglich, die Resonanzfrequenz der Membran außerhalb des Nutzbandes zu positionieren. Bei größeren Membranen wie auch bei Tauchspul-Mikrofonen gelingt dieses meistens nicht.
Tauchspulenmikrofone weisen zwar ein relativ gutes Signal-/Rauschverhältnis auf, ihr Frequenzgang ist bauartbedingt jedoch nach oben begrenzt. Das Gewicht der Spule verursacht Trägheit und Resonanzen, die unvermeidbar im Nutzband liegen.
Ausgesprochen starke Eigenresonanzen haben auch Piezomikrofone.
Kondensatormikrofone, besonders aber Bändchen- und kleine Elektretmikrofone sind auch für Ultraschall geeignet.

## Klirrfaktor
Der Klirrfaktor gibt den Anteil nichtlinearer Signalverzerrungen am Nutzsignal in Prozent an.
Bei dynamischen Mikrofonen ist der Klirrfaktor gering, nichtlineare Verzerrungen kommen in der Regel nur bei sehr großen, nicht relevanten Schallpegeln vor. Eine Rolle können jedoch Parasitärschwingungen der Membran spielen, deren Steifigkeit daher durch spezielle Formgebung erhöht wird.
Der nichtlineare Zusammenhang der Membranauslenkung zur abgegebenen Spannung verzerrt bei Elektret- und Kondensatormikrofonen prinzipbedingt das Signal ab bestimmten Pegeln nichtlinear, wodurch Oberwellen entstehen. Das trifft besonders auf Elektretmikrofone zu.

## Elektromagnetische Störempfindlichkeit, Brummen
Elektromagnetische Störungen machen sich oft als Brummen negativ bemerkbar. Als Ursache dafür kommen die Art des Anschlusses und die Leitungsführung in Betracht.
Ein Mikrofonkabel soll wenig Störeinkopplungen in das Signal zulassen. Die Störempfindlichkeit nimmt mit der Kabellänge zu. Die von unterschiedlichen Störquellen kommenden Signale lassen sich in den elektrischen (kapazitiven) und den magnetischen (induktiven) Anteil aufteilen.
Eine gute Abschirmung des Kabels kann den elektrischen Störeinfluss beseitigen, gegen magnetische Störungen sind koaxiale Kabel ohnehin unempfindlich.
Dynamische Mikrofone sowie die Anpassübertrager in Bändchenmikrofonen sind jedoch potentielle, empfindliche Empfänger für magnetische Wechselfelder. Dem begegnet man mit magnetischen Abschirmungen.
Die häufigsten Brummstörungen entstehen jedoch durch Erdschleifen (auch Brummschleifen genannt). Diese können durch differenzielle (symmetrische) Leitungsführung bzw. getrennt zur Abschirmung geführte Masseleitungen beseitigt werden.
Mikrofonkabel haben teilweise einen Mikrofonieeffekt, sie sind empfindlich gegen Trittschall und Bewegung, wenn ihre Umflechtung bzw. Abschirmung bei Bewegung wechselnde Kontaktwiderstände erzeugt. Das ist besonders bei Phantomspeisung oder Erdschleifen als Rauschen bemerkbar. Möglicherweise können auch Abstandsänderungen zwischen Schirm und Seele sowie der Kontakt zu Schirmfolien eine Rolle spielen. Mikrofonie-Armut ist ein Qualitätskriterium für Mikrofonkabel.

## Anschlussnormen
- Symmetrische Signalführung: Monosignal, drei Adern: Masse, positive Signalpolung „Hot“, negative Signalpolung „Cold“
- Asymmetrische Signalführung: Monosignal, zwei Adern: Masse, Signal
- Asymmetrische Signalführung: Stereosignal, drei Adern: Masse, Signal links, Signal rechts

|                    |                                                                                          |                                                                         |                                              |                                                               |                                                         |
| Norm               | XLR-Cannon-Stecker, 3-Pol + Gehäusemasse auch: 5-pol                                     | NAB 6,35 mm Klinkenstecker, 3-Pol                                       | NAB 3,5 mm Klinkenstecker, 3-pol             | Groß-/Kleintuchelstecker, 3-pol + Gehäusemasse; auch: 5-pol   | 5pol-DIN-Stecker, 3-pol + Gehäusemasse; auch: 5-pol     |
| Anwendung          | Monomikrofon analog, AES42 Digitales Mikrofonsignal, Studio und Bühne                    | Monomikrofon, Stereomikrofon, Homerecording                             | Stereomikrofon, Homerecording                | Monomikrofon, alter Standard Ansteckmikrofone                 | Monomikrofon, 3-pol + Gehäusemasse; auch: 5-pol         |
| Belegung           | Pin1 = Masse Pin2 = Hot Pin3 = Cold Gehäuse = Schirmung                                  | Tip = Hot / Links Ring = Cold / Rechts Ground = Masse, Schirmung        | Tip = Links Ring = Rechts Ground = Masse     | Pin1 = Hot Pin2 = Masse Pin3 = Cold                           | Pin1 = Masse Pin2 = Hot Pin3 = Cold Gehäuse = Schirmung |
| Kabel              | dreiadrig, geschirmt                                                                     | dreiadrig, evtl. geschirmt                                              | dreiadrig, ungeschirmt                       | dreiadrig, geschirmt                                          | dreiadrig oder fünfadrig, geschirmt                     |
| andere Anwendungen | Stereosignale Linesignale digital audio (AES/EBU) Lautsprechersignale DMX (Lichttechnik) | Stereosignale Linesignale Lautsprechersignale Insertsignale (Tonstudio) | Kopfhörersignale Linesignale Remotesteuerung | Mikrofonsignale Lautsprechersignale Stereosignale Line IN/OUT | Mikrofonsignale Linesignale Stereosignale Line IN/OUT   |

Diese Anschlussnormen sind heute am gängigsten. Ältere Mikrofone haben eventuell einen DIN- oder Tuchelstecker. Man kann sie umlöten oder einen Adapter bauen. Vereinzelt gibt es auch den „Klein-Tuchel“ – speziell bei kompakten Ansteckmikrofonen mit separatem Funksender.
Bei allen Mikrofonsteckern gilt: Der „Male“-Stecker gibt das Signal ab, der „Female“-Stecker nimmt das Signal an.

## Digitale Mikrofonschnittstelle
Der AES42-Standard definiert eine digitale Schnittstelle für Mikrofone, die direkt einen digitalen Audiostrom erzeugen. Die Verarbeitungskette Impedanzwandler – Mikrofonvorverstärker – A/D-Wandler ist im Mikrofongehäuse integriert. Der Anschluss erfolgt durch einen XLR-Stecker, die Energieversorgung der Elektronik über Phantomspeisung (Digital Phantom Power (DPP), 10 V, max. 250 mA). Durch Modulation der Phantomspannung können solche Mikrofone fernbedient werden, etwa um Dämpfung/Richtcharakteristik einzustellen.